# Troum
Troum (старонемецкое — «сон») — дуэт из Бремена (Германия), основанный в начале 1997 года двумя участниками трио Maeror Tri, существовавшего в период времени с 1988 по 1996 год. Мечта, как центральное проявление бессознательного состояния символизирует цель Troum — ввести слушателя в гипнотический сон. Troum использует музыку как прямую дорогу к бессознательному, ища архаичную сущность человеческого существования, восприятия и эмоций.
Troum создан под влиянием пост-индустриальной, минималистичной и дроун-музыки. Участники коллектива используют гитары, бас, аккордеон, голоса, гонги, железо, а также многие другие инструменты и полевые записи для того, чтобы строить свой многослойный, атмосферный «dreaming muzak». Их звук можно описать как трансцендентальный нойз или гипнотические гудения и пульс («dark hypnotic drones & pulses»). Troum не работают с семплерами и компьютерами, вся музыка сделана «вручную».
В качестве логотипа коллектива используется спираль — символ, «стимулирующий транс» потенциала их музыки и желание исследовать глубокие сферы сознания с этим. Музыка в их понимании рассматривается как альтернативный наркотик, как дверь к неизведанному и чужим мирам, как выражение тайны существования.
Дебютный трек группы «Stredan» появился в 1998-м году на компиляции «Ambient Intimacy Volume 1» (EE-Tapes). Вскоре после этого на Cohort Records увидела свет дебютная десятидюймовка «Daur». Она выполнена в более пост-роковой манере, чем последовавшие творения группы. В том же году вышел первый CD «Ryna» (Myotis Records), ещё один трек «Krêt» на компиляции «Circles Of Infinity» (Myotis Records) и кассетный альбом с новым материалом «Dreaming Muzak» (Cling Film-Records).

## Дискография
- Daur (1998 Vinyl 10" Cohort Records)
- Dreaming Muzak (1998 Компакт-кассета Cling Film-Records) — переиздан на CD в 2006 на Kokeshidisk
- Ryna (1998 CD Myotis Records) — переиздан на CD в 2007 на Transgredient Records
- Framaþeis / Var (2000 Vinyl 12" Moloko+
- Mort Aux Vaches: Sen (2000 CD Mort Aux Vaches)
- Kapotte Muziek By Troum (2001 Vinyl 7" Korm Plastics)
- Tjukurrpa (Part One: Harmonies) (2001 CD Transgredient Records)
- Tjukurrpa (Part Two: Drones) (2001 CD Transgredient Records)
- Mnemonic Induction (2002 CD Malignant Records)
- Symbiosis (2002 CD Transgredient Records)
- Darvê sh (2003 Vinyl 10" Beta-lactam Ring Records)
- Kasha-Pâshâna (2003 CD Old Europa Cafe)
- Ljubimaya (2003 Vinyl 10" Waystyx)
- Sigqan (2003 CD Desolation House)
- Tjukurrpa (Part Three: Rhythms And Pulsations) (2003 CD Transgredient Records)
- Autopoiesis (2004 Vinyl LP SmallVoices)
- Un/Mahts / Aetas Vetus (2004 Vinyl 7" Equation Records)
- Ajin (2005 Vinyl 12" Equation Records)
- Dissolution (2005 CD Fario)
- Nahtscato (2005 Vinyl 12" Paranoise Records)
- Objectlessness (2005 CD Mystery Sea)
- Seeing-Ear Gods (2006 CD Discorporeality Recordings)
- Shutûn (2006 CD Old Europa Cafe)
- To A Child Dancing In The Wind (2006 CD Transgredient Records)
- Ignis Sacer (2007 Vinyl LP Herzbräune, Art Konkret)
- Aiws (2007 CD Transgredient Records)
- Nargis (2007 Vynil 7" Viva Hate Records)
- A Collection Of Rare & Early Tracks: 1997—1999 (2007 CD SmallVoices)
- Grote Mandrenke (2012)
- Acouasme (2015CD Cold Spring – CSR213CD )